# Severin Anton Averdonk
Severin Anton Averdonk (eigentlich Anton Clemens Averdonk;; auch Sev. Ant. Aug. Averdunck * 16. Februar 1766; † 6. September 1817 in Bonn-Graurheindorf) war ein deutscher römisch-katholischer Geistlicher und Dichter, der die Ideale der Aufklärung und der Französischen Revolution vertrat. Er schrieb die Texte zu mindestens einer Kantate von Ludwig van Beethoven.

## Leben
Severin Anton Averdonk war ein Bruder der Hofsängerin Johanna Helene Averdonk. Er absolvierte in Bonn fünf Gymnasialklassen und erhielt dabei zahlreiche Auszeichnungen. Danach besuchte er zwei philosophische Kurse an der Universität und begann 1789 mit dem Studium der Theologie.
Averdonk wurde von Eulogius Schneider gefördert. Dieser regte 1790 an, die Bonner Lesegesellschaft solle eine Kantate auf den verstorbenen Kaiser Joseph II. in Auftrag geben, um die Trauerfeierlichkeiten würdig zu gestalten. Dazu sollte eine Elegie verwendet werden, die Averdonk, damals „Kanonikuskapitul. in Ehrenstein, Kandidat auf der hohen Schule zu Bonn“ zu diesem Zeitpunkt schon geschrieben hatte. Sie trug den Titel Ode auf den Tod Josephs und Elisens.
Beethoven, den das Thema der Aufklärung bewegte, komponierte daraufhin die Kantate auf den Tod Kaiser Josephs II. Wahrscheinlich stammte auch der Text der Kantate auf die Erhebung Leopolds II. zur Kaiserwürde von Averdonk.
Averdonk zog sich den Unmut des Kurfürst-Erzbischofs Max Franz zu, der ihn 1791 als einen zur Seelsorge sich qualifizierenden Mönch betitelte, der aber zum „Minnesänger“ geworden sei. Averdonk war auch unter den Dichtern, die 1813 zur Feier des 25-jährigen Jubiläums der Lesegesellschaft Beiträge schrieben.
Nach der Französischen Revolution, deren Ideale er teilte, emigrierte Averdonk ins Elsass und war Priester in Uffholtz und Präsident der dortigen Société des Amis de la Liberté et de l’Égalité. Er schrieb Beiträge für Eulogius Schneiders jakobinische Zeitschrift Argos.
Von 1804 bis zu seinem Tod war er Pfarrer in Graurheindorf, einem Stadtteil von Bonn, und wurde auf dem dortigen Friedhof begraben.

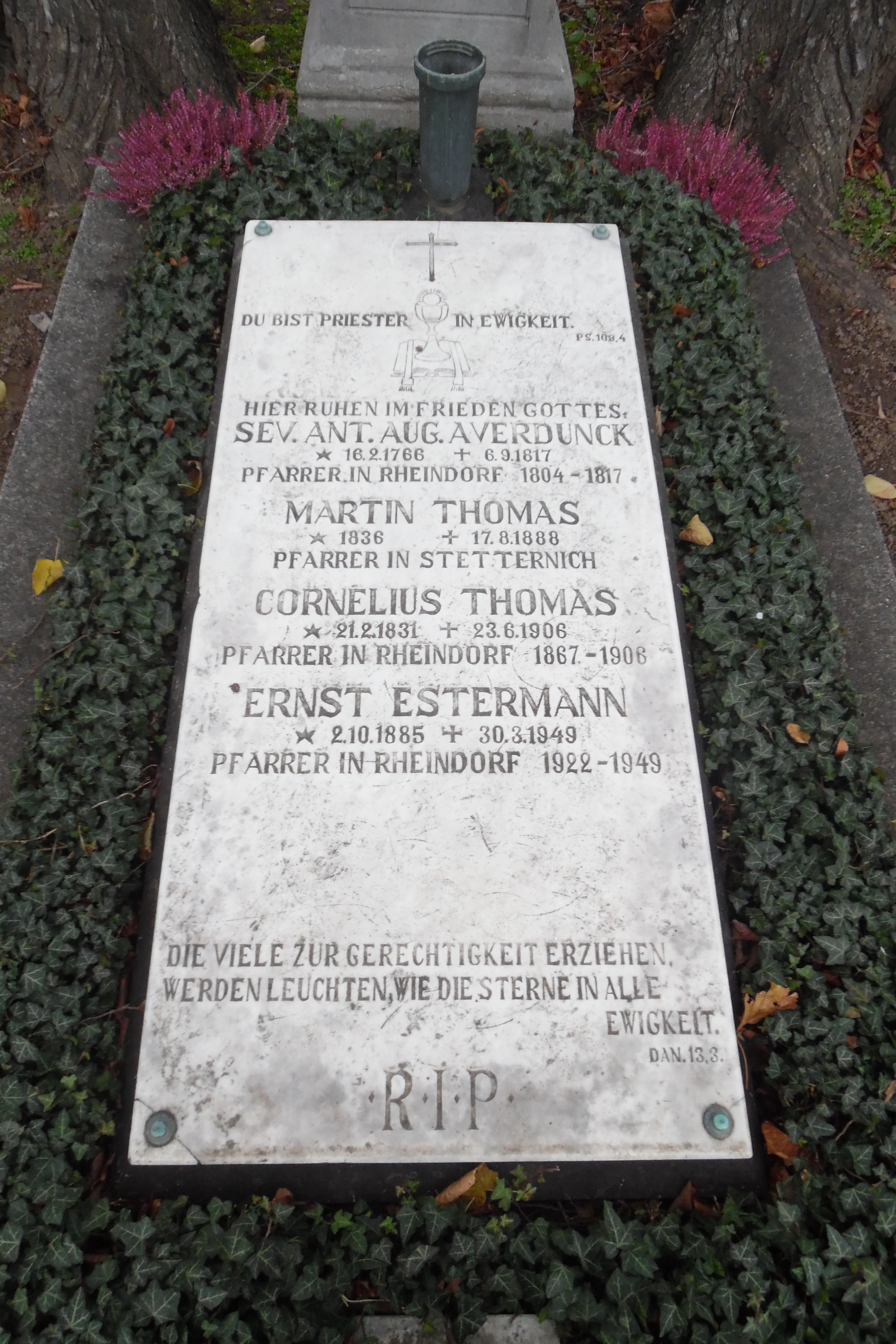
Averdonks Grab in Bonn-Graurheindorf

Die Qualität der Dichtwerke Averdonks wird von manchem Späteren nicht hoch eingeschätzt. Worte wie „epigonale Dichtkunst“ fallen, auch ist von einer mittlerweile komisch wirkenden Schauermetaphorik in der Kantate auf den Tod des Kaisers die Rede.